# Церковь Сергия Радонежского (Кирилло-Белозерский монастырь)
Церковь Сергия Радонежского с трапезной палатой — православный храм в городе Кириллове Вологодской области, расположенный в Кирилло-Белозерском монастыре Русской Православной церкви.
Иногда памятник упоминается как Трапезная палата с церковью Сергия Радонежского или Трапезная церковь Сергия Радонежского. Храм был возведён около 1560 года. Последующие многочисленные перестройки сильно повлияли на облик здания. В настоящее время церковь нуждается в реставрации ввиду искажения позднейшими переделками.

## История
Местом возведения церкви стал Ивановский Малый или Горний монастырь, часть ансамбля Кирилло-Белозерского монастыря. Согласно некоторым исследователям, постройка храма состоялась благодаря вкладу царя Ивана Грозного и его сыновей. Ввиду небольших размеров холма местом строительства трапезной был выбран его крутой южный (или юго-западный) склон, из-за крутизны которого подклетный этаж с северной стороны был скрыт в земле. Впервые церковь Сергия Радонежского упоминается в монастырской описи 1601 года, содержащей следующие слова: «…в том же горнем монастыре церковь каменна о двух верхах во имя преподобного Сергия Радонежского теплая с трапезою». В то же время общепринятой датой возведения храма считается 1560 год (или период около этого года), так как в этот же год был освящён престол Дионисия Глушицкого (придел церкви посвящён именно ему). Местом хранения антиминса из данного придела являются фонды Кирилловского музея. Также версии о постройке церкви в период между 1560 и 1594 годами не противоречит дендрохронологический анализ материала из основного объёма храма — связи северной стороны четверика.
Первоначальные архитектурные черты памятника не противоречат постройкам того времени: так, сама четырёхугольная и небольшая по плану церковь, которую иконостас разделил на две половины, близка в этом отношении к другим трапезным храмам XVI века. Само возведение церкви было вызвано обособлением Ивановской части монастыря: храм Иоанн Предтечи, будучи холодным, не годился для служб зимой, и, кроме того, существовала необходимость в отдельной трапезной для братии. Храм был возведён между церковью Иоанна Предтечи и котельной башней. Исследователи, основываясь на ряде архитектурных черт, считают, что храм возводился артелью из местных каменщиков без руководства профессионального специалиста по архитектуре.
Повторное освящение престолов храма и придела состоялось в 1594 году в связи с архитектурными изменениями: над основным объёмом церкви надстроили ярус звона, завершением которому послужил ряд из кокошников. На восточном и западном фасадах находилось по четыре кокошника, на южном и северном — уже три. Две главы, венчавшие церковь, находились над храмом и приделом. Надстройку яруса звона к концу XVI века относит исследователь С. С. Подъяпольский, в то время как другой учёный, Н. К. Никольский, считал, что постройку колокольни следует относить к периоду 1601—1621 годов на основании описи 1621 года. Опись 1601 года о колокольне не упоминает, равно как и о колоколах. Опись же 1621 года говорит о существовании колокольни на трапезе с тремя колоколами, и, возможно, колокола были перенесены с некогда недалеко расположенной деревянной колокольни, упоминаемой лишь в 1601 году.
По данным начала XVII века, прилегавшая к северо-западной стене церкви трапеза была квадратной с размером в 4,5 сажени и сообщалась с храмом через дверь. Для поддержки сводов (возможно, цилиндрических) использовался столб, а на одной стен (вероятно, западной) были пять образов. Примыкавшая к трапезе келарская имела 4 сажени в длину и 2 в ширину. Всего было 14 окон: в церкви, включая алтари, 4, в трапезе — 7 (по документам, 6), в келарской — 3. Три погреба, расположенных под трапезой, использовались для хранения капусты, огурцов и прочих запасов. Для отопления здания (церкви и трапезы) использовались две «палатки не велики», расположенные под церковью и вмещавшие две печи. В качестве покрытия церкви и трапезы использовался тёс. При этом для обивания верхов и крестов приделов использовалось «немецкое железо».
Ухудшением технического состояния здания, особенно его стен, вызвана закладка арок звона и перенесение звонницы на северную паперть в 1621—1635 годах. Последняя была пристроена к трапезной храма. Оползание южной стены храма, начавшееся ещё вскоре после его возведения, и появление трещин в сводах и стенах храма вынудили в 1652 году приступить к работе монастырских каменщиков, которыми руководил подмастерье каменных дел Кирилл Серков. Были переложены заново части южной стены и сводов трапезной и подведены к той же стене нескольких громадных каменных контрфорсов. Состоялась также переделка окон в самой трапезной палате. Кроме того перед трапезной была сделана новая паперть, а с «зимней» стороны у паперти подвели «два быки каменных». Опорами сводам трапезной стали служить боковые стены и внутренний столб. По мнению Н. К. Никольского, о данной перестройке можно судить по неумелой пригонке и сведению сводов при пересечении их с распалубками (в первую очередь это касается южной стены). Подвал под трапезной затронут не был, и на основании того, что строение сводов в нём совпадает — за исключением распалубок — с трапезным, учёный считает, что образцом для работ середины XVII века послужили всё же первоначальные своды.
После этого переделки церкви происходили не один раз. Так, в конце XIX века с каменной иконостасной стенки на западную стену уже были перекинуты семь коробовых арочек, такие же арки были переброшены и в обратном направлении. При этом они были отличны по размеру: три большие, а четыре меньшие. По мнению Н. К. Никольского, основывавшегося на сохранившихся следах распалубок на западной стене, данная конструкция не первична. Для создания её во время одной из перестроек к прежнему коробчатому своду (ось с севера на юг) были подведены четыре подпружные арки с меньшим подъёмом. То же исследователь предполагал в отношении другой части храма.
В 1740—1750-х годах трапезная, по мнению некоторых исследователей, была отремонтирована и перестроена.
Переписные книги 1773 года свидетельствуют о существовании колокольни: «на Ивановском монастыре четыре колокола малых». Ввиду рядом расположенного монастырского кладбища звон церкви Сергия Радонежского имел также погребальные функции. По описанию 1773 года внешний размер церкви с алтарём составлял пять саженей один аршин в длину и четыре сажени в ширину. Шесть окошек в церкви с алтарём имели «оконницы» из слюды в белом железе. В трапезе, имевшей семь сажень два аршина в длину и шесть сажень без пяти вершков в ширину, три окна были такие же, под строением была большая кладовая и две малых. Паперть с северной стороны в длину имела шесть сажень без четверти аршина и две сажени в ширину и два окна без «оконниц». На стене паперти имелись два небольших каменных столба с каменной перемычкой. В сводах и всех стенах, кроме южной, которая расселась, были трещины. Уже обвалились три каменных «быка». Крыши были из тёса, а главы деревянными и вместе с крестами опаяны жестью. По мнению Н. К. Никольского, данные 1773 года в сравнении с данными начала XVII века говорят о сохранении плана и частей здания, за исключением пристроенных позднее паперти и колокольни. В период с 1773 по 1897 год уничтожили паперть, находившуюся с северной стороны трапезной и впервые упоминаемую в 1635 году.
С XVIII или начала XIX века церковь имела завершение в виде купола, тогда же была воздвигнута главка сложной формы. Архитекторы-реставраторы во время реставрационных работ во второй половине XX века пришли к выводу, что к началу XIX века относится обновление кровли церкви. Другие реставраторы пришли к мнению, что данное обновление относится к 1840-м годам. Началом XIX века датируется слом главы над приделом Дионисия Глушицкого. К XIX веку относится создание современных необычных окон, имеющих по два узких просвета и круглых отверстия. Просветы в свою очередь разделены столбиками. В конце XIX века уже не существовало колокольни на трапезной паперти.
В 1970—1980-х годах реставратором С. С. Подъяпольским была проведена реставрация памятника, которая носила принципиально фрагментарный характер. Так, исследования под железным «куполом» привели к открытию остатков завершения четверика в виде ряда кокошников. Тогда же и было обнаружено над юго-восточным углом храма существование основания второго барабана, который свидетельствовал о бывшем в храме приделе. Кокошники были реставратором восстановлены, в то время как малый барабан — лишь приподнят, и покрытием ему стала служить низкая коническая крышка. Несмотря на выявление существования второй главки, реставратор никакого композиционного значения ей не придал. Для центральной главы было принято решение оставить её с главкой XVIII века. Реставрационные работы распространились также на сохранение контрфорсов XVII века и одного из поздних растёсанных окон с северной стороны ввиду его своеобразной формы (два узких просвета со столбиком между ними и два круглых отверстия вверху). Для открытия восточной арки звона реставратор применил понижение крыши над алтарём
В храме проходили одни из первых служб после открытия монастыря в 1998 году. На самой церкви вместо колоколов находились газовые баллоны, которые не использовались, и иноки вскоре закупили небольшие колокола. Храм нуждается в реставрации ввиду искажения позднейшими переделками.

## Архитектура
Композиция храма наряду с его формами во многом является типичной для таких зданий XVI века и состоит из широкого объёма трапезной и более высокого и узкого куба церкви, прямоугольный алтарь понижен. Подклет, на котором находятся эти части храма, из-за полного ухода под землю с северной стороны имеет вид подвала. Квадратный зал со столбом в центре занимает всю ширину корпуса. Келарская палата, примыкающая к этому залу с западной стороны, представляет собой узкое, поперечно-ориентированное помещение. В то же время уникальным элементом является лишь верхняя часть храма, результат надстройки яруса звона XVI века. Ярус звона, устроенный позднее, чем сама церковь, выделялся тремя широкими открытыми арками, выходившими на юг, восток и север соответственно, которые использовались ранее для подвеса колоколов. Завершением ярусу звона служили один ряд из небольших кокошников и две главы, характерные для архитектуры Кириллова. Местом размещения меньшей главы был юго-восточный угол над приделом Дионисия Глушицкого, в то время как большая глава располагалась в центре. На данный момент о прежнем оригинальном верхе церкви Сергия Радонежского можно судить лишь по отдельным сохранившимся фрагментам ввиду значительных изменений XVIII—XIX веков. Перекрытием трапезной служит двухскатная крыша с одним щипцом, имеющим выход на западный фасад.
Характерной чертой церкви является её декоративность и присущее ей кирпичное узорочье. Трапезная же в плане является повторением композиции церкви Введения с трапезной или большой трапезной, Успенского монастыря, в частности, повторяется расположение по одной оси келарской, трапезной и самой церкви с алтарём. Однако в архитектурном отношении церковь имеет резкие отличия от расположенной в Успенском монастыре: так, её архитектурные формы являются более упрощёнными, грубыми и примитивными, и она значительно уступает по размерам. Равно как с переделками храма, так и с его первоначальной редакцией, по мнению исследователей, связано следующее впечатление от памятника: формы в некоторой степени расплывчаты, отсутствуют чёткий композиционный замысел и выразительность (живописная, не архитектурная). В то же время памятник имеет некоторые отличия от аналогичных каменных трапезных XVI века, в частности, окна, связующие трапезную и церковь, и пониженный прямоугольный алтарь. Эти черты позволяют исследователям говорить о родстве данной трапезной и тёплых клетских деревянных храмов.
Наружный орнамент церкви состоял из вертикальных лопаток. Последние разделяли северный и южный фасады на три части, а восточный уже на две, в то время как завершением им сверху «на главной массе — но не алтаре» служит поясок из впадинок и зигзагов.

## Реликвии
Изначально в состав иконостаса входили лишь деисус и местный ярус, в котором было лишь две иконы. Как царские врата, так и столбцы и сень были устроены на празелени. Из свечей имелась лишь одна небольшая поставная на деревянном подсвечнике, стоявшая перед образом Воскресения Христова, находившимся в киоте, и имевшая «насвешник» жестяной. В алтаре на престоле, покрытом вишнёвой крашениной, находились апракос, деревянный крест, покров «зендень алая», а на стене — три образа. Сосуды на жертвеннике были деревянными с тремя покровцами, имелось небольшое медное кадило. К 1601 году в церкви с приделом насчитывалось 4 образа, 11 образов-пядниц и 2 «пелены крашенинных». К 1621 году в убранстве церкви ничего не изменилось, кроме замены сосудов на оловянные и размещения перед деисусом паникадила. Придел же Дионисия Глушицкого оставался самым бедным по убранству в монастыре: так, отсутствовали даже царские врата и деисус. В нём имелось лишь пять образов, Евангелие и деревянные сосуды, при которых имелись два покровца и один возду́х. К 1621 году в нём произошли замена Евангелия и установка царских врат, устроенных на празелени.
В настоящее время в храме имеются резные царские врата, изготовленные из дерева. По датировке, основанной на орнаментике, они относится к XVI веку. По мнению Никольского Н. К., они сходны с царскими вратами одной из церквей в Пафнутьево-Боровском монастыре. Для устройства их было использовано «золото», а не празелень. Никольский считает, что они происходят из какой-либо другой церкви монастыря и что переноска состоялась позже начала XVII века. Поздние иконы церкви датируются в основном XIX веком.
Сохранился также антиминс на освящение из этой церкви, датируемый 1560 годом. Он хранится в фондах Кирилло-Белозерского музея-заповедника и имеет следующие размеры: 17,4 × 13,5 см. На антиминсе, аналогичном по оформлению антиминсам из церкви Иоанна Лествичника, сохранился сильно выцветший и плохо читаемый текст в 14 строк об освящении храма. Кроме того, в фондах музея сохранились ещё три антиминса храма, датируемые концом XVI века. Скорее всего, они отмечают проведение ремонтных работ. Антиминс 1594 года с размерами 17,5 × 15,3 см имеет некоторые особенности в оформлении. Так, на месте мешочка для мощей на лицевой стороне изображён Голгофский крест с орудиями страстей, в то время как сам мешочек пришили уже с изнанки. Под изображением сохранился текст в 10 строк. Следующий антиминс 1594 года оформлен так же, как и предыдущий, но при этом ткань с разрывами, и утрачены все наугольники, кроме одного. На нём сохранился текст в 11 строк. Антиминс 1596 года взят уже из придела Дионисия Глушицкого и имеет размеры 17,5 × 16 см. Оформлен так же, как и предыдущий, при этом наугольники все в сохранности. Сохранился текст в 12 строк.

## Комментарии
1. ↑  Надстройка яруса звона представляет собой довольно редкий случай превращения трапезной церкви в звонницу. Примером для данного приёма, видимо, стали аналогичные памятники Ферапонтова и Спасо-Каменного монастырей. См.: Бочаров Г. Н., Выголов В. П. Вологда. Кириллов. Ферапонтово. Белозерск. — М.: Искусство, 1966. — С. 204—205. — 296 с. — 40 000 экз.
2. ↑  Г. Е. Кочин считал, что «немецкое железо» — сорт железа кровельного. См.: Материалы для терминологического словаря древней России / Сост. Г. Е. Кочин. — М.—Л., 1937. — С. 113. — 3200 экз.
3. ↑  Некоторые исследователи связывают это с нежеланием реставратора «вводить гипотетические формы утраченного» и оставлением центральной главы с главкой XVIII века, ибо с нею вступило бы в противоречие воссоздание боковой главы XVI века. См.: Памятники архитектуры в Советском Союзе: очерки истории архитектурной реставрации / Под общ. ред. А. С. Щенкова. — М., 2004. — С. 626—628. — 694 с.